# Kabinett Rau III
Das Kabinett Rau III kam nach der Landtagswahl am 12. Mai 1985 ins Amt. Es war vom 5. Juni 1985 bis zum 12. Juni 1990 die Landesregierung von Nordrhein-Westfalen. Sie bestand ausschließlich aus Mitgliedern der SPD.
| Amt                                     | Name                             | Partei | Partei |
| --------------------------------------- | -------------------------------- | ------ | ------ |
| Ministerpräsident                       | Johannes Rau                     |        | SPD    |
| Stellvertreter des Ministerpräsidenten  | Diether Posser (bis 1. Mai 1988) | SPD    |        |
| Stellvertreter des Ministerpräsidenten  | Herbert Schnoor (ab 1. Mai 1988) | SPD    |        |
| Finanzen                                | Diether Posser (bis 1. Mai 1988) | SPD    |        |
| Finanzen                                | Heinz Schleußer (ab 1. Mai 1988) | SPD    |        |
| Inneres                                 | Herbert Schnoor                  | SPD    |        |
| Justiz                                  | Rolf Krumsiek                    | SPD    |        |
| Kultus                                  | Hans Schwier                     | SPD    |        |
| Arbeit, Gesundheit und Soziales         | Hermann Heinemann                | SPD    |        |
| Bundesangelegenheiten                   | Günther Einert                   | SPD    |        |
| Stadtentwicklung, Wohnen und Verkehr    | Christoph Zöpel                  | SPD    |        |
| Umwelt, Raumordnung und Landwirtschaft  | Klaus Matthiesen                 | SPD    |        |
| Wirtschaft, Mittelstand und Technologie | Reimut Jochimsen                 | SPD    |        |
| Wissenschaft und Forschung              | Anke Brunn                       | SPD    |        |